# Mausoléu de Huceine Bei
Mausoléu de Huceine Bei ( em basquir:  Хөсәйенбәк кәшәнәһе Hөsәyenbәk kәshәnәһe ) é o local de sepultamento de Huceine Bei, o primeiro imã (a cabeça espiritual dos muçulmanos) no território do moderno Bascortostão. Está localizado no cemitério Akzirat, na vila de Chishmy, no distrito de Chishminsky, na República do Bascortostão. Tem o status de um santuário muçulmano.

## Vida de Huceine Bei
Huceine Bei, filho de Omar Bei, nasceu no início do século XIV no Turquestão. Na juventude, ingressou na Madraça local, onde estudou direito muçulmano e ingressou na irmandade sufi de Yasaviy. Huceine Bei mais tarde fez um hajj para Meca .
No início do século XIV, o cã basquir pediu ao Turquestão para enviar uma pessoa às terras basquires para a propagação do Islã. Huceine Bei foi enviado para as terras dos basquires.

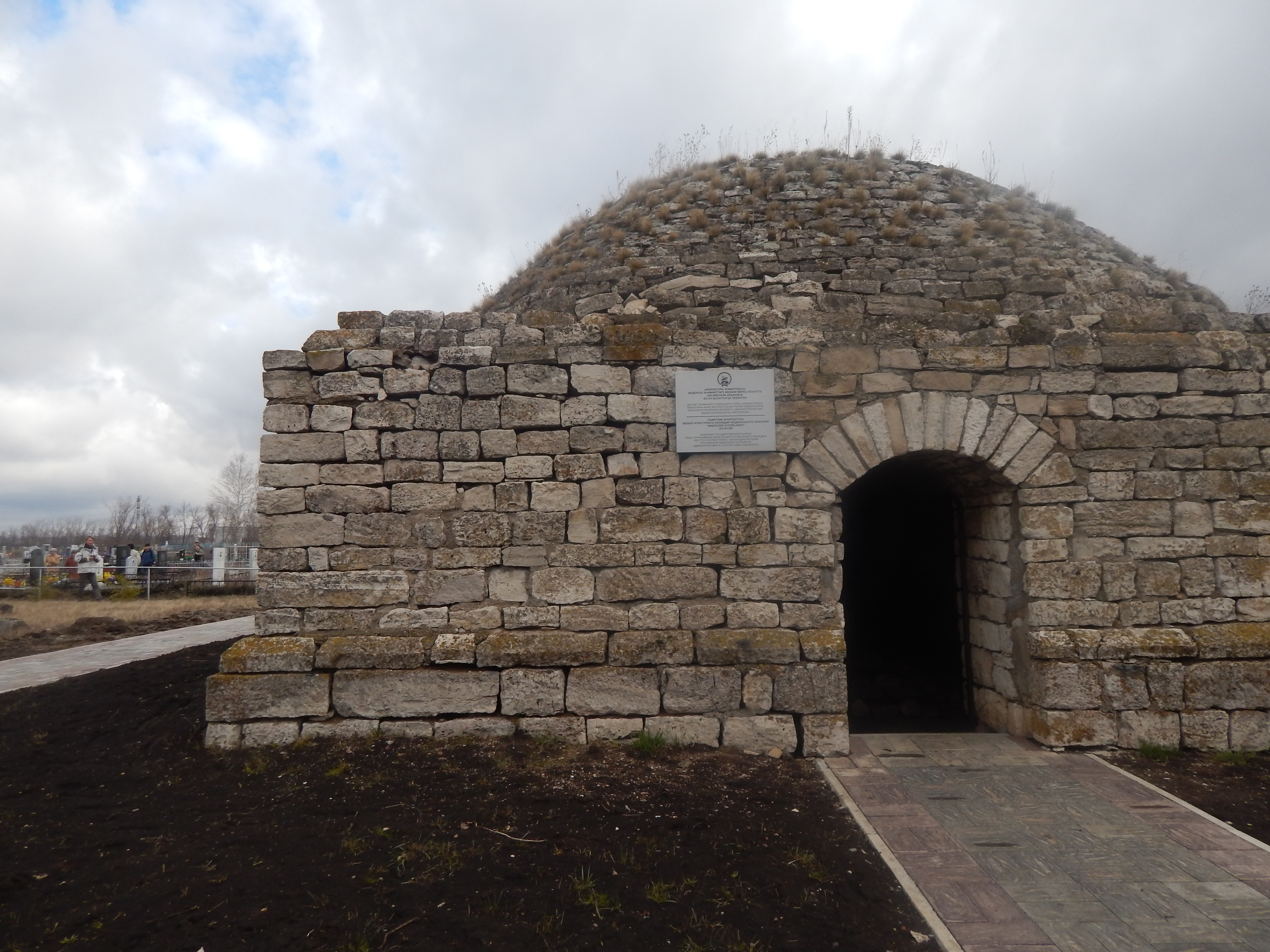
local de enterro de Huceine Bei

Nas terras basquires, ele se tornou um juiz espiritual e recebeu o título de Cádi. Depois de algum sucesso em espalhar o Islã, Huceine Bei se torna o primeiro imã dos basquires.
Ele morreu em 1341-42 e foi enterrado ao lado do lago Akzirat, em uma pequena colina. Agora este é o território da vila de Chishmy.
Segundo Rizaeddin bin Fakhreddin, há uma teoria de que ele foi um dos beis enviados pelos cãs da Horda Dourada de Sarai para o Bascortostão como governador  .

## A construção do Mausoléu
Em 1393-94, Tamerlão entrou no território dos basquires, perseguindo a Horda de Ouro cã Toquetamis. Tendo tropeçado no túmulo de Huceine Bei, Tamelmão decidiu erguer uma magnífica tumba em sua homenagem. A lápide foi trazida do Turquestão em 12 bois. Estava escrito nela: “Que a misericórdia de Deus esteja com o falecido Huceine - o Bei, filho de Gumar Bei da família Taras, da terra do Turquestão.
Logo o túmulo foi construído. Era uma estrutura quadrada de grandes blocos de pedra calcária, coroados com uma cúpula esférica.
Muitas lendas de origem incerta falam sobre o mausoléu. Por exemplo, como se estivesse na mesma colina onde a tumba foi erguida, Tamerlão e seu exército esperaram o inverno. Devido a uma razão desconhecida, parte do exército morreu. E ao lado do mausoléu de Huceine Bei, seis príncipes líderes militares foram enterrados. Suas sepulturas deram origem ao antigo cemitério muçulmano de Aquezirate.

## Mausoléu no passado recente

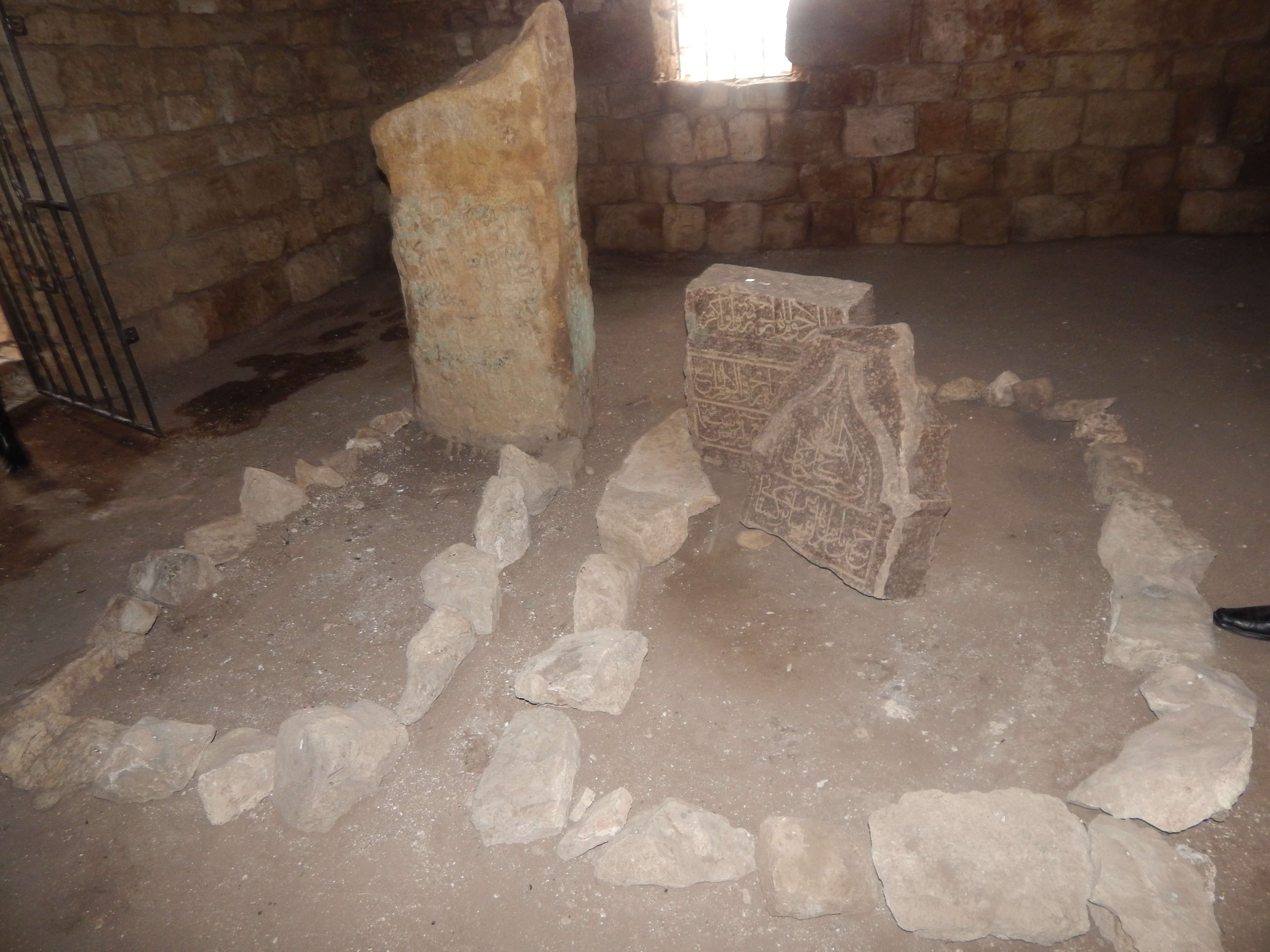
lápides no local do enterro de Huceine Bei

No século XVIII, o mausoléu foi completamente destruído. E somente em 1911 o Ufa Mufti decidiu restaurar o túmulo, uma vez que era um santuário muçulmano muito reverenciado. Nesse âmbito, começaram as escavações do túmulo. Como resultado, 9 sepulturas foram descobertas. Em seis enterros havia crianças, e no resto havia um homem, uma mulher e o próprio Huceine Bei. Arqueólogos reconstruíram sua aparência: cerca de 160 cm de altura, tipo de rosto da Ásia Central.
Todos os anos, no distrito de Chishminsky, são realizados eventos em memória de Huceine Bei.